# Andreas Hochfeld
Andreas Hochfeld (* 1969/1970) ist ein ehemaliger deutscher Footballspieler.

## Leben
Der beruflich bei einer Bank tätige Hochfeld stand von 1992 bis 1997 im Aufgebot der Hamburg Blue Devils.
Der als Linebacker eingesetzte Spieler gewann mit der Mannschaft im Jahr 1996 die deutsche Meisterschaft sowie den Eurobowl, letzteren Erfolg wiederholte Hochfeld 1997 mit den Hamburgern.